# Abdalazize Ataba
Abdalazize Ataba (em árabe: عبد العزيز التباع; romaniz.: Abd al-Aziz at-Taba; em francês: Abdelaziz al-Tebaa), Cide Abdalazize ibne Abdalhaque Ataba Alhaçani ou Cide Ataba (m. 1499) foi o fundador da primeira zauia (irmandade religiosa) sufista da ordem Aljazuli em Marraquexe. Em última análise, os princípios de Ataba recuam aos de Abu Madyan, conforme delineado no livro deste Bidayat al-murid ("Princípios básicos da conduta sufista"), compilado por Abu Maomé Sale Almajiri (m. 1216).
Ataba viajava frequentemente para Fez, onde ministrava ensinamentos sobre sufismo e liderava recitações da obra de Aljazuli Dala'il al-Khayrat, uma coleção de orações ao profeta Maomé, na madraça al-Attarine. Também em Fez, iniciou Sidi Ali Sale, o Andalusino (m. 1488), um refugiado de Granada, autor do Sharh rahbat al-aman e fundador da segunda zauia Jazuli em Fez. Ataba é também conhecido como um dos Sabatu Rijal (Sete Santos de Marraquexe). O seu túmulo é visitado por muitos peregrinos ao longo do ano. Foi sucedido por Abedalá Algazuani na liderança da zauia.